# Jan Mulder (wielrenner, 1956)
Jan Mulder (1956) is een Nederlands wielrenner.

## Biografie
Op 26-jarige leeftijd viel Mulder in 1982 van zijn fiets in de Ronde van Amersfoort, doordat hij met zijn voorwiel in een put reed en over de kop sloeg, hij liep daarbij scheurtjes in zijn schedel op. Het duurde erg lang voordat hij daarvan hersteld was. Tijdens zijn revalidatie openbaarde zich een erfelijke oogziekte, de zogenaamde ziekte van Leber. In één jaar verloor hij bijna zijn gehele gezichtsvermogen. In 1985 kwam zijn vriend Maas van Beek op het idee om deel te nemen aan een tandemwedstrijd in Duitsland. Van Beek zou voor op de tandem plaatsnemen en Mulder als 'stoker' achterop. De wedstrijd in Duitsland eindigde meteen al in een zege voor het duo Van Beek en Mulder. Met Van Beek behaalde Mulder in 1990 ook zijn eerste wereldtitel.
In de loop der jaren wisselden zijn voorrijders. Mulder heeft onder andere gefietst met Catharinus Beumer, Pascal Schoots, Patrick van Gortel, Jeremy Eilander, Heerco Gorter en de schaatser Jeroen Straathof. 
Jan Mulder is in het dagelijks leven begeleider sportactiviteiten voor jongeren. Hij is gehuwd en vader van twee kinderen.

## Belangrijkste resultaten

### Paralympische Spelen
| Evenement      | Resultaat | Onderdeel     | Voorrijder        |
| -------------- | --------- | ------------- | ----------------- |
| Barcelona 1992 | zilver    | achtervolging | Catharinus Beumer |
| Atlanta 1996   | goud      | achtervolging | Pascal Schoots    |
| Sydney 2000    | goud      | achtervolging | Jeroen Straathof  |
| Sydney 2000    | zilver    | wegwedstrijd  | Pascal Schoots    |
| Athene 2004    | zilver    | achtervolging | Pascal Schoots    |

### Europese Kampioenschappen
| Evenement | Resultaat | Onderdeel | Voorrijder     |
| --------- | --------- | --------- | -------------- |
| 1999      | zilver    | tijdrit   | Pascal Schoots |

1999

### Nederlandse Kampioenschappen
| Evenement | Resultaat | Onderdeel    | Voorrijder     |
| --------- | --------- | ------------ | -------------- |
| 1997      | goud      | tijdrit      | Pascal Schoots |
| 1999      | goud      | wegwedstrijd | Pascal Schoots |
| 2000      | goud      | wegwedstrijd | Pascal Schoots |
| 2002      | goud      | wegwedstrijd | Pascal Schoots |
| 2004      | zilver    | wegwedstrijd | Pascal Schoots |

### Overige
| Jaar | Resultaat | Evenement                         | Voorrijder     |
| ---- | --------- | --------------------------------- | -------------- |
| 1996 | zilver    | Volta de Lleida                   | Pascal Schoots |
| 1997 | goud      | Volta de Lleida                   | Pascal Schoots |
| 1998 | zilver    | Cape Argus Pick `n Pay Cycle Tour | Pascal Schoots |
| 2001 | goud      | Ronde van Quebec                  | Pascal Schoots |
| 2001 | brons     | Ronde van België                  | Pascal Schoots |
| 2004 | goud      | HEW Cyclassics Hamburg            | Pascal Schoots |